# Santo Nombre
Santo Nombre är en ort i Mexiko.   Den ligger i kommunen Tlacotepec de Benito Juárez och delstaten Puebla, i den sydöstra delen av landet, 170 km sydost om huvudstaden Mexico City. Santo Nombre ligger 1 926 meter över havet och antalet invånare är 3 111.
Terrängen runt Santo Nombre är platt åt nordväst, men åt sydost är den kuperad. Runt Santo Nombre är det ganska glesbefolkat, med 32 invånare per kvadratkilometer. Närmaste större samhälle är San Marcos Tlacoyalco, 7,7 km öster om Santo Nombre. Omgivningarna runt Santo Nombre är en mosaik av jordbruksmark och naturlig växtlighet.